# Tomten Toljanteris Tomte-tv
Tomten Toljanteris Tomte-TV (finska: Tonttu Toljanterin Tonttu-TV) är en finsk julkalender från 2003 producerad av Yle och visades i Yle TV2. Kunto Ojansivu spelar seriens titelkaraktär, Tomten Toljanteri.

## Handling
Den amerikanska tomten Hilda Häkkyrä klagar över att barn blir vilda över leksaksreklamerna på Tonttu-TV. Tomten startar därför ett nytt program, vars stjärna är Tomten Toljanteri. Han måste underhålla barnen, men ordet "jul" får inte nämnas. "Låt julen komma in i våra hjärtan lite i taget, dag för dag och natt för natt. Varför sluka det direkt", lyder tomtens uppmaning.

## Rollista
| Kunto Ojansivu   | – Tomten Toljanteri |
| Jukka Pääkkönen  | – Jultomten         |
| Satu Säävälä     | – Tomtemor          |
| Kirsi Laamanen   | – läkare Lettu      |
| Erkki Teittinen  | – Viänänen          |
| Jussi Rekonen    | – Sähkömiestonttu   |
| Anneli Karppinen | – Hilda Häkkyrä     |
| Jarmo Nivala     | – Tietokonepääte    |

## Visningar och utgivning
2009 publicerades några avsnitt av serien i Elävä arkisto.
Julkalendern har släppts på DVD under namnet Joulukalenteri - Tonttu Toljanteri Tonttu-TV. Julkalendern finns även utgiven med fem andra julkalendrar i samlingsboxen Rakastetuimmat joulukalenterit från 2020 under titeln Toljanterin tonttu-TV.

## Avsnitt
| Nr  | Titel                              | Originaltitel                       | Premiärdatum |
| --- | ---------------------------------- | ----------------------------------- | ------------ |
| 1.  | Tiden blir lång för den som väntar | Odottavan aika on pitkä             | 1.12.2003    |
| 2.  | Kräsna Guldlock                    | Ronkeli Kultakutri                  | 2.12.2003    |
| 3.  | Rapporter dimpar in                | Raporttia rapsahtaa                 | 3.12.2003    |
| 4.  | 500-årskontrollen                  | Viisisataavuotistarkastus           | 4.12.2003    |
| 5.  | Toljanteris utsikter               | Toljanterin ennustuksia             | 5.12.2003    |
| 6.  | Taktfast självständighetsdag       | Rytmikästä itsenäisyyspäivää        | 6.12.2003    |
| 7.  | Mörkertrollet                      | Pimeänpeikko                        | 7.12.2003    |
| 8.  | Frågesporten i Tomtebo             | Tonttulan tietovisa                 | 8.12.2003    |
| 9.  | Toljanteri vaktar en pannkaka      | Toljanteri pannukakun vartijana     | 9.12.2003    |
| 10. | Vintriga tankar                    | Talvisia mietteitä                  | 10.12.2003   |
| 11. | Vännen i fällan                    | Ystävä ansassa                      | 11.12.2003   |
| 12. | Sånt händer                        | Tekevälle sattuu                    | 12.12.2003   |
| 13. | Glädjen att vänta                  | Odotuksen ilo                       | 13.12.2003   |
| 14. | Toljanteri gräddar pepparkakor     | Toljanteri pipperskakun leipojana   | 14.12.2003   |
| 15. | Tomtepolka och vita lögner         | Tonttupolkkaa ja valkoisia valheita | 15.12.2003   |
| 16. | Julefrid                           | Joulurauhaa                         | 16.12.2003   |
| 17. | Björnen sover                      | Karhu nukkuu                        | 17.12.2003   |
| 18. | Julklockan                         | Joulunkello                         | 18.12.2003   |
| 19. | Dolda kameran                      | Piilokamera                         | 19.12.2003   |
| 20. | Toljanteri som skräddarmästare     | Toljanteri räätälimestarina         | 20.12.2003   |
| 21. | Felaktig uppdatering               | Väärä päivitys                      | 21.12.2003   |
| 22. | Den aptitlösa stora stygga vargen  | Ruokahaluton susihukka              | 22.12.2003   |
| 23. | Julanda                            | Joulunhenki                         | 23.12.2003   |
| 24. | Det bultar på dörren               | Pukki ovelle kolkuttaa              | 24.12.2003   |